# S.E.T.I. (álbum)
S.E.T.I. es el cuarto disco de estudio del grupo noruego de black metal industrial The Kovenant, publicado en abril de 2003 por el sello Nuclear Blast. El título hace referencia al acrónimo en inglés de Search for Extraterrestrial Intelligence y representa el nuevo sonido que la banda quiso sintetizar a partir de entonces y cuya línea continúa en su siguiente álbum, Aria Galactica.
Antes de realizar una gira por Europa y Estados Unidos, The Kovenant incorporó a sus filas a Küth (baterista) y Brat, de Apoptygma Berzerk, en el teclado. S.E.T.I. supuso la consagración de la banda dentro del género del Metal industrial y se alejaron de sus orígenes más puramente Black metal. Debido al constante trabajo y viajes de la gira, Von Blomberg, abandonó el grupo tras la grabación del disco.

## Lista de canciones
1. Cybertrash - 5:57
2. Planet of the Apes - 4:04
3. Star by Star - 4:25
4. Via Negativa - 5:59
5. Stillborn Universe - 5:23
6. Acid Theater - 4:10
7. The perfect end - 6:50
8. Neon - 5:46
9. Keepers of the garden - 5:50
10. Pantomime - 6:23
11. Hollow Earth - 5:44
12. Industrial twilight - 7:02
13. ''The memory remains (bonus track) - 4:33 (versión de Metallica)

## Miembros
- Lex Icon - voz, bajo, teclista, programación
- Psy Coma - guitarra, teclista, programación
- Angel - Guitarras
- Von BLomberg - batería
- Eileen Kupper - voz femenina

Miembros en directo
- Küth - batería
- Brat - teclista

- Datos: Q1937797